# 野口堅三郎
野口堅三郎 （のぐち けんざぶろう、1901年7月1日 - 1991年9月13日）は、日本の政治家。自由民主党所属の地方議員。元埼玉県議会埼玉県議会議員(2期)。元町議会議員（埼玉県東松山市）旧松山町議会議員（5期）。（財）埼玉県遺族連合会会長、同名誉会長。

## 経歴
1901年（明治34年）7月1日埼玉県比企郡松山町大字市ノ川759番地、野口増太郎・野口くま の長男として生まれる。
1991年（平成3年）9月13日、心不全のため、東松山市市ノ川759の自宅で死去。満90歳。

### 消防
- 1920年（大正9年）3月：松山町消防組消防手拝命
- 1925年（大正14年）10月：松山町消防組小頭
- 1934年（昭和9年）1月：松山町消防組部長
- 1939年（昭和14年）4月：組織の改編により松山町消防組が警防団に改称され同日付消防団長
- 1943年（昭和18年）6月：松山町警防団副団長
- 1945年（昭和20年）12月：松山町警防団長
- 1948年（昭和23年）8月：組織の改編により松山町警防団が消防団に改称され同日付消防団長
- 1949年（昭和24年）1月：埼玉県消防協会松山支部長並びに埼玉県消防協会常議員
- 1954年（昭和29年）2月：財団法人埼玉県消防協会副会長
- 1954年（昭和29年）7月：松山町他4ヶ村の合併により東松山市初代消防団長
- 1962年（昭和37年）1月：日本消防協会代議員
- 1964年（昭和39年）4月：日本消防協会監事
- 1970年（昭和45年）3月：日本消防協会理事

### 議会
- 1936年（昭和11年）8月：松山町議会議員（以後5期当選）
- 1948年（昭和23年）5月：松山町議会議長、比企郡町村議長会長、埼玉県町村議長会常任理事
- 1950年（昭和25年）7月：比企郡議長会顧問
- 1955年（昭和30年）4月：埼玉県議会議員（1期）「埼玉県議会民生労働委員会副委員長・衛生委員会委員・議会運営委員会委員・土木委員会委員・議会運営委員会委員長・文教委員会委員・図書室委員長」
- 1967年（昭和42年）4月：埼玉県議会議員（2期）「埼玉県議会民生労働委員会副委員長・産業開発特別委員会委員・文教委員会委員・決算特別委員会委員長・総務委員会委員長」
- 1969年（昭和44年）3月：埼玉県監査委員

### 遺族会
- 1947年（昭和22年）12月：松山町遺族会長
- 1948年（昭和23年）11月：比企郡遺族会長
- 1950年（昭和25年）11月：埼玉県遺族厚生連合会副会長
- 1951年（昭和26年）8月：日本遺族厚生連盟評議員
- 1961年（昭和36年）8月：財団法人日本遺族会理事
- 1961年（昭和36年）10月：財団法人埼玉県遺族連合会長
- 1969年（昭和44年）10月：財団法人日本遺族会常務理事
- 1987年（昭和62年）3月：財団法人埼玉県遺族連合会名誉会長

### 農業協同組合
- 1935年（昭和10年）4月：松山町農業会総代
- 1943年（昭和18年）10月：松山町農業会理事
- 1965年（昭和40年）4月：東松山市農業協同組合代表監事
- 1968年（昭和43年）5月：東松山市農業協同組合組合長

### 他の公職
- 1949年（昭和24年）9月：比企郡社会教育委員連合会長
- 1951年（昭和26年）7月：松山町農業委員
- 1952年（昭和27年）8月：埼玉県遺族相談員
- 1955年（昭和30年）8月：埼玉県社会福祉審議会委員
- 1957年（昭和32年）5月：埼玉県社会教育委員連合会理事
- 1957年（昭和32年）8月：埼玉県社会教育委員連合会副会長
- 1959年（昭和34年）12月：東松山市都市計画審議会委員
- 1960年（昭和35年）7月：東松山市消防委員
- 1962年（昭和37年）5月：東松山市農業委員会会長
- 1963年（昭和38年）4月：埼玉県防災会議委員
- 1963年（昭和38年）10月：東松山市防災会議委員
- 1970年（昭和45年）4月：埼玉県里親会副会長

### 賞
- 1938年（昭和13年）5月：埼玉県警防協会総裁より三等功労賞を受賞。
- 1943年（昭和18年）5月：日本警防協会埼玉支部長より二等功労賞を受賞。
- 1949年（昭和24年）2月：日本消防協会長より特別功労賞を受賞。
- 1949年（昭和24年）9月：埼玉県消防協会長（知事）より特別功労賞を受賞。
- 1950年（昭和25年）5月：埼玉県消防協会長より一等勤続章を受賞。
- 1951年（昭和26年）3月：国家消防庁長官より功労賞を受賞。
- 1951年（昭和26年）5月：埼玉県消防協会より特別勤続章を受賞。
- 1958年（昭和33年）3月：藍綬褒章を賜る。
- 1961年（昭和36年）10月：日本消防協会長より特別勤続章を受賞。
- 1966年（昭和41年）5月：援護事業功労により厚生労働大臣表彰を授受。
- 1971年（昭和46年）11月：勲五等双光旭日章を賜る。